# Ceratina cockerelli
Ceratina cockerelli är en biart som beskrevs av H. S. Smith 1907. Ceratina cockerelli ingår i släktet märgbin, och familjen långtungebin. Inga underarter finns listade.

## Utseende
Arten är ett mycket litet bi med en kroppslängd mellan 3 och 4,5 mm. Huvud och mellankropp är släta och övervägande svarta, bakkroppen svart med bruna eller brungula teckningar.

## Ekologi
Som alla märgbin inrättar honan sitt larvbo i märgen på växtstänglar. Ett sådant bo innehåller flera larvceller i rad, med den översta cellen avsedd som honans eget bo. Arten flyger från januari till september och lever på växter som binkasläktet, skäror, törelsläktet och jungfrulinsläktet.

## Utbredning
Biet förekommer i södra USA från Florida till Texas.